# Villalobosus
Villalobosus is een geslacht van kreeftachtigen uit de klasse van de Malacostraca (hogere kreeftachtigen).

## Soort
- Villalobosius lopezformenti (Álvarez & Villalobos, 1991)